# Arcidiecéze Nouméa
Arcidiecéze Nouméa (lat. Archidioecesis Numeanus, franc. Archidiocèse de Nouméa) je francouzská římskokatolická arcidiecéze. Leží na území Nové Kaledonie. Sídlo arcibiskupství i katedrála Saint-Joseph de Nouméa se nachází ve městě Nouméa. Arcidiecéze je hlavou církevní provincie Nouméa.
Od 19. června 1981 je arcibiskupem-metropolitou Mons. Michel-Marie Calvet.

## Historie
Dne 23. července 1847 byl založen apoštolský vikariát pro Novou Kaledonii, se sídlem v Nouméa. V souvislosti se zřízením církevní provincie Nouméa byl 21. června 1966 apoštolský vikariát Nouméa povýšen na metropolitní arcidiecézi, se dvěma sufragánními diecézemi; Wallis a Futuna a Port-Vila.